# Меркль, Рудольф фон
Рудольф фон Меркль (нем. Rudolph Freiherr von Merkl, 28 марта 1831 — 22 января 1911) — австрийский и австро-венгерский военачальник, исполняющий обязанности военного министра Австро-Венгрии в 1893. Барон.

## Биография
Родился в Вене. В 1849 году поступил на службу в Инженерный корпус. С 1852 года во флоте. В 1854 году получил чин обер-лейтенанта, зачислен в Дунайскую флотилию.  С 1855 года капитан, служил в Генеральном штабе.  
Во время Австро-прусско-итальянской войны 1866 года служил в управлении Венецианской крепости. В 1867 — 1869 годах в чине майора возглавлял отдел в генеральном штабе. С 1871 года — начальник штаба 3 пехотной дивизии, расквартированной в Линце. В 1872 году перешел на работу в Военное министерство. Принимал деятельное участие в подготовке оккупации Боснии и Герцеговины в 1878 году. С 1879 года  — командир 5 пехотной бригады; в 1880 году получил чин генерал-майора. С 1882 года и до окончания карьеры служил шефом секции в Военном министерстве; с 1885 года — фельдмаршал-лейтенант, с 1893 года — фельдцейхмейстер. 
В 1893 году, после скоропостижной смерти военного министра Фердинанда фон Бауэра в течение двух месяцев временно исполнял обязанности главы министерства. 
С 1899 года — в отставке.